# Éguilly
Éguilly ist eine französische Gemeinde mit 70 Einwohnern (Stand: 1. Januar 2022) im Département Côte-d’Or in der Region Bourgogne-Franche-Comté. Sie gehört zum Kanton Arnay-le-Duc und zum Arrondissement Beaune.
Nachbargemeinden sind Gissey-le-Vieil im Nordwesten, Soussey-sur-Brionne im Nordosten, Martrois und Bellenot-sous-Pouilly im Osten, Chailly-sur-Armançon im Süden und Blancey im Westen.

## Bevölkerungsentwicklung
| Jahr                       | 1962 | 1968 | 1975 | 1982 | 1990 | 1999 | 2008 | 2015 |
| -------------------------- | ---- | ---- | ---- | ---- | ---- | ---- | ---- | ---- |
| Einwohner                  | 76   | 64   | 61   | 53   | 38   | 40   | 63   | 62   |
| Quellen: Cassini und INSEE |      |      |      |      |      |      |      |      |

## Sehenswürdigkeiten

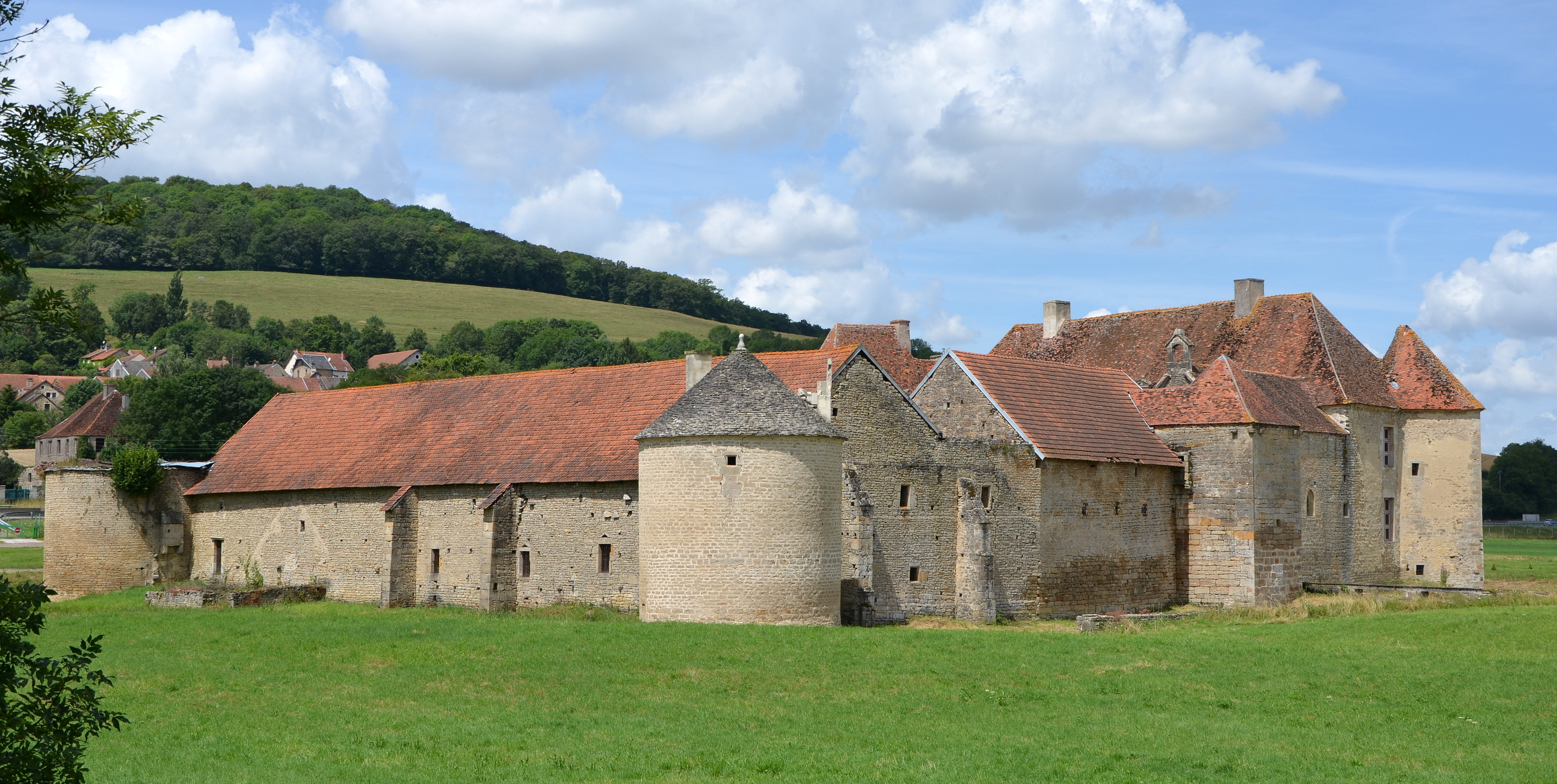
Schloss Éguilly

- Burg Éguilly, Monument historique seit 1993